# Santa Coloma de Llarvén
Santa Coloma de Llarvén és l'església del poble de Llarvén, al terme municipal de Sort, de la comarca del Pallars Sobirà. Pertanyia a l'antic terme d'Enviny.
Està situada a l'extrem sud-oest del petit poble de Llarvén.
És una església petita, d'una sola nau i campanar d'espadanya a la façana de ponent.
Antigament era sufragània de la parroquial de Santa Cecília de Montardit de Dalt, si bé actualment depèn de la Mare de Déu de la Candelera d'Enviny.